# トナルポワリ
トナルポワリ（ナワトル語: Tonalpohualli）は、16世紀まで現在のメキシコに存在した国家・アステカで用いられていた暦（アステカ暦）のひとつ。260日の周期を持つ祭祀暦である。
260日の暦はメソアメリカで一般的に見られ、マヤ暦でツォルキンと呼ばれるものと基本的に同一である。

## 概要
260日を周期とする暦はメソアメリカでもっとも広くかつ古くから行われている。
この体系は東アジアにおける干支に似ており、1から13までの数字で表される周期と、名前によって区別される20日間の周期の2つの組み合わせからなる。
260日暦は祭祀と深く関連づけられていたため、祭祀暦とも呼ばれる。アステカの場合、13日の各周期（ナワトル語名が不明のため、スペイン語で13のまとまりを意味するトレセーナ trecena と呼ばれる）は、その第1日の名前（ワニ、ジャガーなど）によって支配され、それぞれ異なる運勢を持つと考えられていた。また、20日周期の各日にそれぞれ別の守護神があった。これに13の日の主、13の神聖な鳥、夜の九王などが組み合わされ、個人の吉凶や催事の日取りを決めるのに用いられた。これらはトナラマトル（tonalamatl）という書物に記された。

## 20日周期の名
13日と20日の周期は独立しており、たとえば「1のワニ」の次は「2の風」、「13の葦」の次は「1のジャガー」になる。
20日の名前は、ナワトル語では以下のようになる：
| 番号 | ナワトル語名                   | 意味                         | 記号 |
| ---- | ------------------------------ | ---------------------------- | ---- |
| 1    | シパクトリ Cipactli            | ワニ（カイマン）             |      |
| 2    | エエカトル Ehecatl             | 風                           |      |
| 3    | カリ Calli                     | 家                           |      |
| 4    | クェツパリン Cuetzpallin       | トカゲ                       |      |
| 5    | コアトル Coatl                 | ヘビ                         |      |
| 6    | ミキストリ Miquiztli           | 死                           |      |
| 7    | マサトル Mazatl                | シカ                         |      |
| 8    | トチトリ Tochtli               | ウサギ                       |      |
| 9    | アトル Atl                     | 水                           |      |
| 10   | イツクィントリ Itzcuintli      | イヌ                         |      |
| 11   | オソマトリ Ozomahtli           | サル                         |      |
| 12   | マリナリ Malinalli             | 草                           |      |
| 13   | アカトル Acatl                 | 葦                           |      |
| 14   | オセロトル Ocelotl             | ジャガー                     |      |
| 15   | クァウトリ Cuauhtli            | 鷲                           |      |
| 16   | コスカクァウトリ Cozcacuauhtli | コンドル（トキイロコンドル） |      |
| 17   | オリン Ollin                   | 動き（地震）                 |      |
| 18   | テクパトル Tecpatl             | 石刀                         |      |
| 19   | キアウィトル Quiahuitl         | 雨                           |      |
| 20   | ショチトル Xochitl             | 花                           |      |

## 方角と日付
20日の名前は方角と関係づけられた。最初のシパクトリ（ワニ）を東とし、反時計回り（東→北→西→南）に進む。同様の方角との関係づけはマヤ暦にも見られる。
| 方角 | 日付   | 日付   | 日付 | 日付     | 日付 |
| ---- | ------ | ------ | ---- | -------- | ---- |
| 東   | ワニ   | ヘビ   | 水   | 葦       | 動き |
| 北   | 風     | 死     | イヌ | ジャガー | 石刀 |
| 西   | 家     | シカ   | サル | 鷲       | 雨   |
| 南   | トカゲ | ウサギ | 草   | コンドル | 花   |

## 応用
トナルポワリは、52年周期の年を表すのにも用いられた。この場合、1から13までの数字はそのまま用いられたが、20日周期は3・8・13・18番目（家、ウサギ、葦、石刀）のみが使われ、「1の家」の年の次が「2のウサギ」になる。「2の葦」の年が周期の最初の年と考えられ、盛大な祭儀が行われた。
また、誕生日のトナルポワリによる日付は人名として用いられた。